# 高约翰
高约翰（고요한，1988年3月10日—），韩国足球运动员，现效力于經典K聯賽球队FC首尔。

## 球會生涯
2004年，高约翰中学退学，直接加盟K联赛球队FC首尔，开始职业足球生涯。不过2006年才实现职业生涯首秀的他在早期并没有得到太多出场机会，直到2009年李青龙离队后开始成为球队主力。

## 国家队生涯
2009年10月14日，高约翰在韩国国家足球队2比0击败塞内加尔的友谊赛第82分钟替补李青龙出场，第一次代表成年国家队出场比赛。
2018年夏天，他為韩国国家队出戰2018年世界杯足球赛。

## 榮譽

### 球會
FC 首爾
- K聯賽1：2010、2012、2016
- 韓國足總盃：2015
- 韓國聯賽盃：2006、2010

### 國際賽
南韓
- 東亞足球錦標賽冠軍：2017

## 名字
和大部分韩国人不同，高约翰并没有汉字名，只能写成。他的名字来自《圣经》中耶稣的使徒約翰的韩语音译。部分华语媒体则译成高尧韩。